# Leesburg, Alabama
Leesburg är en kommun (town) i Cherokee County i den amerikanska delstaten Alabama med en yta av 16,7 km² och en folkmängd, som uppgick till 799 invånare år 2000.